# Phthiria pilirostris
Phthiria pilirostris är en tvåvingeart som beskrevs av Hesse 1938. Phthiria pilirostris ingår i släktet Phthiria och familjen svävflugor. Inga underarter finns listade i Catalogue of Life.